# Peter Berling Dincher
Peter Berling Dincher (født 4. september 1982) er en dansk tidligere atlet, som stillede op for AGF.
Peter Berling har vundet tre danskemesterskaber diskoskast: 2006, 2008 og 2010. Han var også på landsholdet disse tre år.
Peter Berling blev trænet af Simon Patrick Stewart

## Danske mesterskaber
- Guld 2010 Diskoskast 52,46
- Guld 2008 Diskoskast 52.01
- Sølv 2007 Diskoskast 51,20
- Guld 2006 Diskoskast 48,89

## Personlige rekorder
- Diskoskast: 54,37 Østerbro Stadion 4. juni 2010